# Song Sokze
Song Sokze es un escritor, poeta y pintor surcoreano.

## Biografía
Nació el 5 de julio de 1960 en Sangju, provincia de Gyeongsang del Norte, Corea del Sur. Estudió Derecho en la Universidad Yonsei en Seúl. Debutó en la literatura en 1986 con la publicación de cinco poemas en Pensamiento literario (Munhak sasang). En 1991 publicó un poemario y empezó a publicar historias muy cortas que concibió como algo entre poesía y relatos cortos. Continuó con su trabajo ajeno a la poesía durante seis años, hasta que en 1993 lo dejó y se dedicó totalmente a escribir. Publicó su primer relato "Los últimos 4,5 segundos de mi vida" en el número de verano de la publicación Munhakdongne en 1995.

## Obra
Sus obras se centran en personajes cotidianos que a menudo están en los márgenes de la sociedad, a los que le da una mezcla de inteligencia e inocencia y los sitúa en situaciones inverosímiles. Su obra es intencionadamente humorística, tanto que incluso ha sido criticada por ello.
Aunque examina las aflicciones de la vida, les da un toque ligero de humor e ingenio con un estilo narrativo flexible. Su energía verbal se hace patente en Corazón puro, en el que un niño de origen incierto, que fracasa en el amor en la adolescencia, se convierte en un ladrón y finalmente eso le lleva a su ruina. Aunque el argumento es simple, equilibra la tensión de forma hábil entre la exageración y las mentiras, las expresiones prolíficas y concisas, la risa y lo patético para brindar al lector un continuo placer textual.

## Obras en coreano (lista parcial)
Recopilaciones de relatos cortos
- Transformado en pájaro (Saega doi-eotnae, 1996)
- Una vida divertida (Jaeminaneun insaeng, 1997)
- Poseído (Holim, 1999)
- Y así habló Hwang Man Geun (Hwang man geun eun ireotgae malhaetda, 2002);

Novela corta
- He visto un tigre (Horang-i reul boatda, 1999)

Novelas
- Corazón puro (Sunjeong, 2000),
- La fuerza humana (Ingan-ui him, 2003).

## Premios
- Premio literario Korea Daily (1997)
- Premio literario Dong-in (2002)